# Naturschutzgebiet Kesberner Kalkbuchenwald

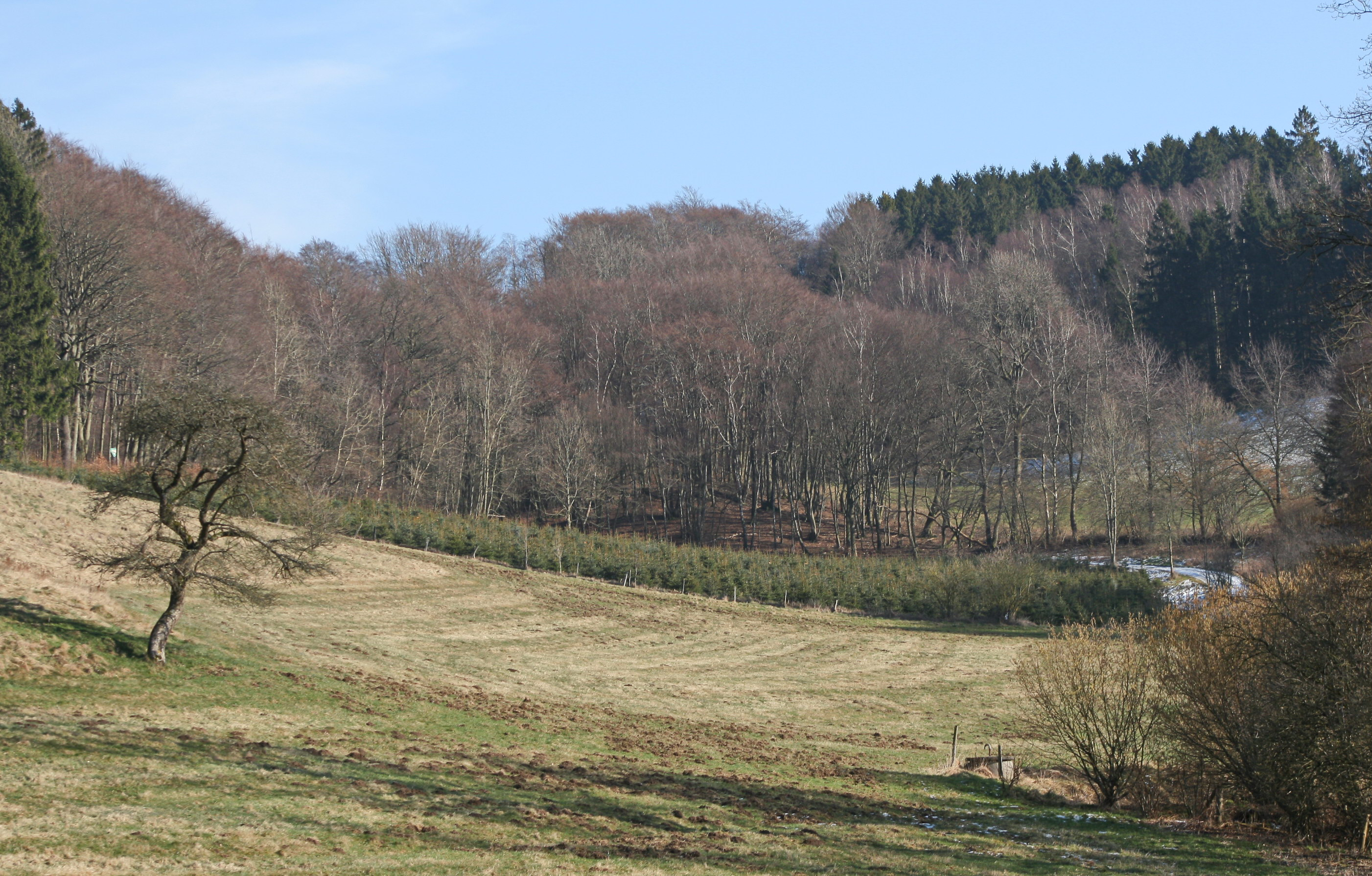
Kesberner Kalkbuchenwald

Das Naturschutzgebiet Kesberner Kalkbuchenwald ist ein 1,7 ha großes Naturschutzgebiet (NSG) westlich von Kesbern im Stadtgebiet von Iserlohn im Märkischen Kreis in Nordrhein-Westfalen. Das NSG wurde 1997 vom Kreistag des Märkischen Kreises mit dem Landschaftsplan Nr. 4 Iserlohn ausgewiesen.

## Gebietsbeschreibung
Bei dem NSG handelt es sich um einen Kalkbuchenwald.

## Schutzzweck
Das Naturschutzgebiet wurde zur Erhaltung und Entwicklung eines Kalkbuchenwaldes und als Lebensraum gefährdeter Tier- und Pflanzenarten ausgewiesen. Wie bei anderen Naturschutzgebieten in Deutschland wurde in der Schutzausweisung darauf hingewiesen, dass das Gebiet „wegen der landschaftlichen Schönheit und Einzigartigkeit“ zum Naturschutzgebiet wurde.